# Zurayiden
Die Zurayiden, arabisch بنو زريع, DMG Banū Zuraiʿ, waren eine ismailitische Dynastie im Jemen in der Zeit zwischen 1080 und 1173. Zentrum ihrer Macht war Aden.
Sie herrschten als Vasallen des Fatimiden-Kalifats, anfangs auch als Vasallen der Sulaihiden. Schließlich ereilte die Zurayiden das gleiche Schicksal wie die hamdanidischen Sultane, die Sulaymaniden und die Mahdiden: Sie fielen der Eroberung des Jemens durch die Ayyubiden zum Opfer.

## Geschichte
Über die Geschichte der Dynastie liegen nur unzureichende Informationen vor. 
Zwei Brüder, al-Abbās und al-Masūd, wurden eingesetzt und teilten sich die Regierungsgeschäfte. Ersterer starb bereits 1084, weshalb sodann dessen Sohn Zuray, der der Dynastie ihren Namen gab, mit seinem Onkel al-Masūd gemeinsam herrschte. Eine mit den Sulaihiden bestehende Abmachung zur Finanzierung aus Einkünften der bedeutenden Hafen- und Handelsstadt Aden wurde aufgekündigt und ab 1101 begann eine mehr als sechzigjährige unabhängige Regentschaft der Zurayiden in der Stadt. 
Die Nachfahren der Familien der Brüder al-Abbās und al-Masūd standen in großer Rivalität untereinander, weshalb nicht nur die Machtkonstellationen häufig wechselten, sondern immer wieder expansive Bestrebungen aufkamen. Die Machtverhältnisse reichten bisweilen bis in den Hadramaut. Nordwärts wurden wichtige Festungen und städtische Stellungen gekauft (1152), darunter Dhū Dschibla, al-Takar, Ibb und Ḥabb. Mit der Eroberung Adens durch die Ayyubiden endete die Herrschaft der Dynastie 1175 mit der Festnahme und Hinrichtung des zuletzt die Staatsgeschäfte ausübenden Sklavenministers Yāsir bin Bilāl.
Zurayidische Einflüsse konnten während der ersten zwei Jahrzehnte der ayyubidischen Vorherrschaft hier und da aufleben, bis auch sie etwa um 1193 endgültig versiegten.